# Église Saint-Jacques de Neuilly-sur-Seine
L'église Saint-Jacques est située à Neuilly-sur-Seine, boulevard Bineau. Construite en briques, elle est bâtie en 1936-1937 grâce à des appels de fonds lancés par le cardinal Verdier. Son clocher-porche est décoré du trigramme IHS en blanc signifiant Iesus Hominum Salvator. Depuis 1967, elle dépend du même curé que l'église Saint-Pierre de Neuilly-sur-Seine et fait partie du doyenné des Deux-Rives du diocèse de Nanterre. Elle est consacrée à saint Jacques.

## Architecture intérieure

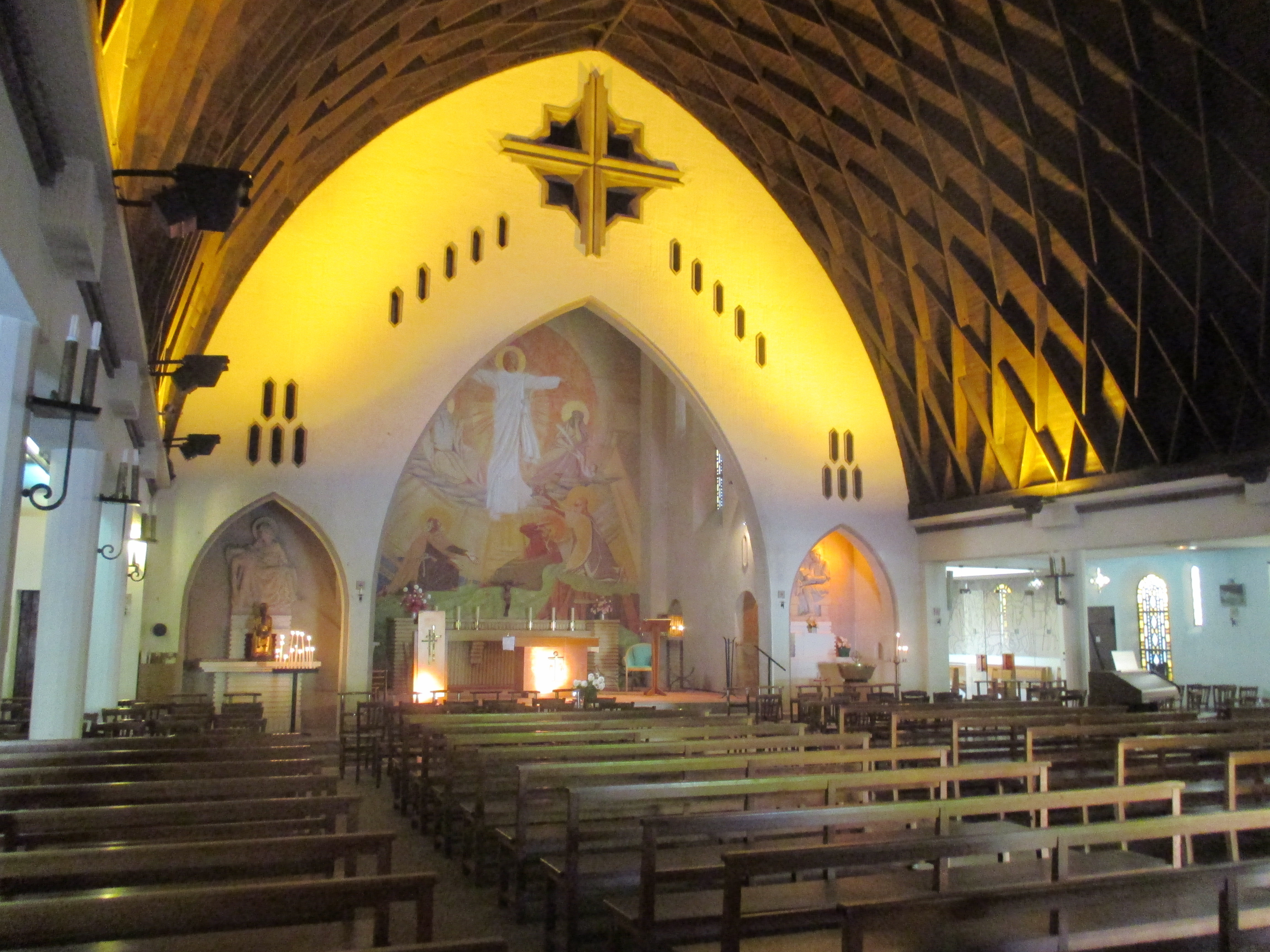
Intérieur de l'église.

Le plan de l'église, conçu par l'architecte Henri Vidal, est basilical à trois nefs. Le fond du chœur est décoré d'une grande fresque représentant la Transfiguration du Christ, entouré d'Élie et de Moïse avec aux pieds saint Pierre, saint Jean et saint Jacques. C'est une œuvre de Gérard Ambroselli (1906-2000) et de Roger Poupart. Le visage du Christ reprend les traits de l'abbé Young, alors curé de la paroisse Saint-Jacques. La nef a été agrandie par deux bas-côtés. Le chœur est flanqué de l'autel de saint Joseph à droite surmonté d'un bas-relief représentant saint Joseph artisan avec Jésus apprenti dans l'atelier de Nazareth.
Réalisée en béton armé, elle est habillée de l’apparat de la tradition régionaliste. L'église est bâtie à une époque (notamment le Front populaire en France) où l'Action catholique voulue par Pie XI est importante et où il est prioritaire de conquérir les masses laborieuses tentées par l'athéisme socialiste. Cette œuvre rappelle aux paroissiens aisés qu'ils ont une responsabilité dans la formation morale et matérielle des travailleurs. L'autel de gauche représente une Pietà, rappelant aux familles, outre la douleur de la Vierge, le souvenir de leurs disparus.
Une fresque sous la tribune de l'orgue représente le baptême du Christ dans le Jourdain par Jean le Baptiste. Une chapelle à droite est décorée d'une immense fresque représentant l'Adoration des Mages.
L'église Saint-Jacques est située 167 boulevard Bineau. Elle est inscrite à l'inventaire général du patrimoine culturel. Elle comporte un grand-orgue Bernard Aubertin de 2006, l'organiste titulaire est Boris Lefeivre. La maison paroissiale est à côté de l'église, avec une statue blanche de saint Jacques, par Roger de Villiers.

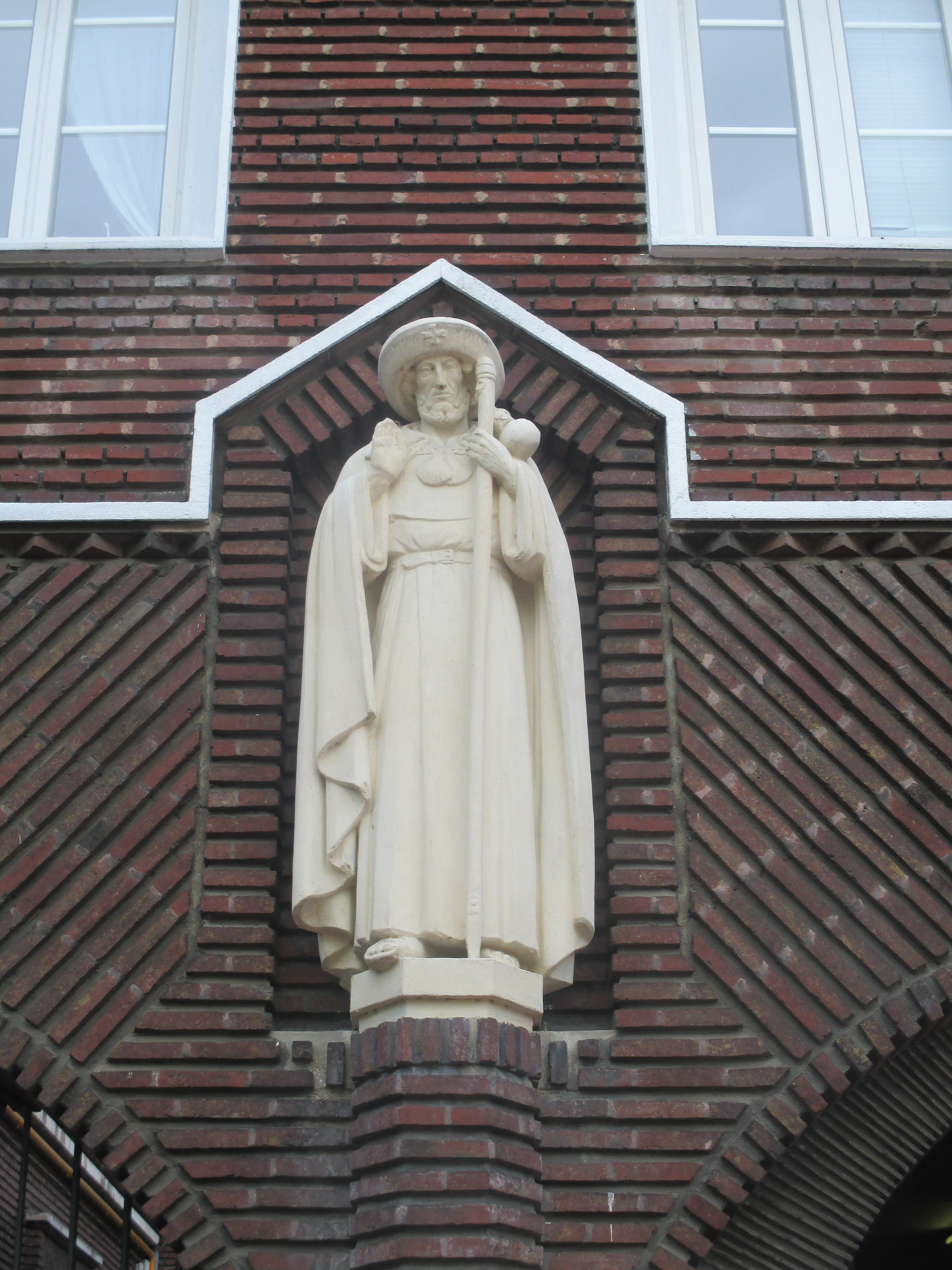
Statue de saint Jacques, par Roger de Villiers, sur la façade de la maison paroissiale.
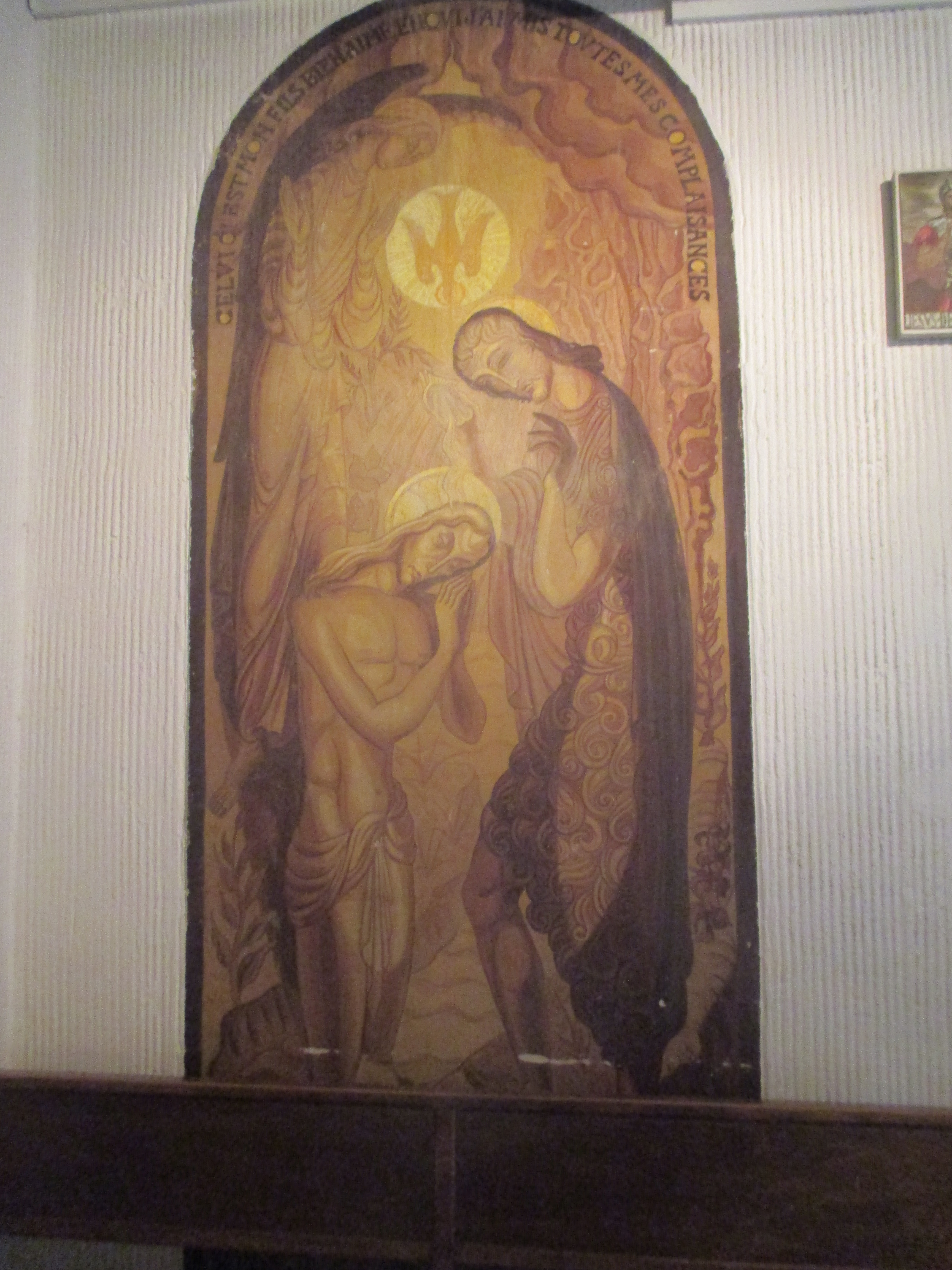
Baptême du Christ.
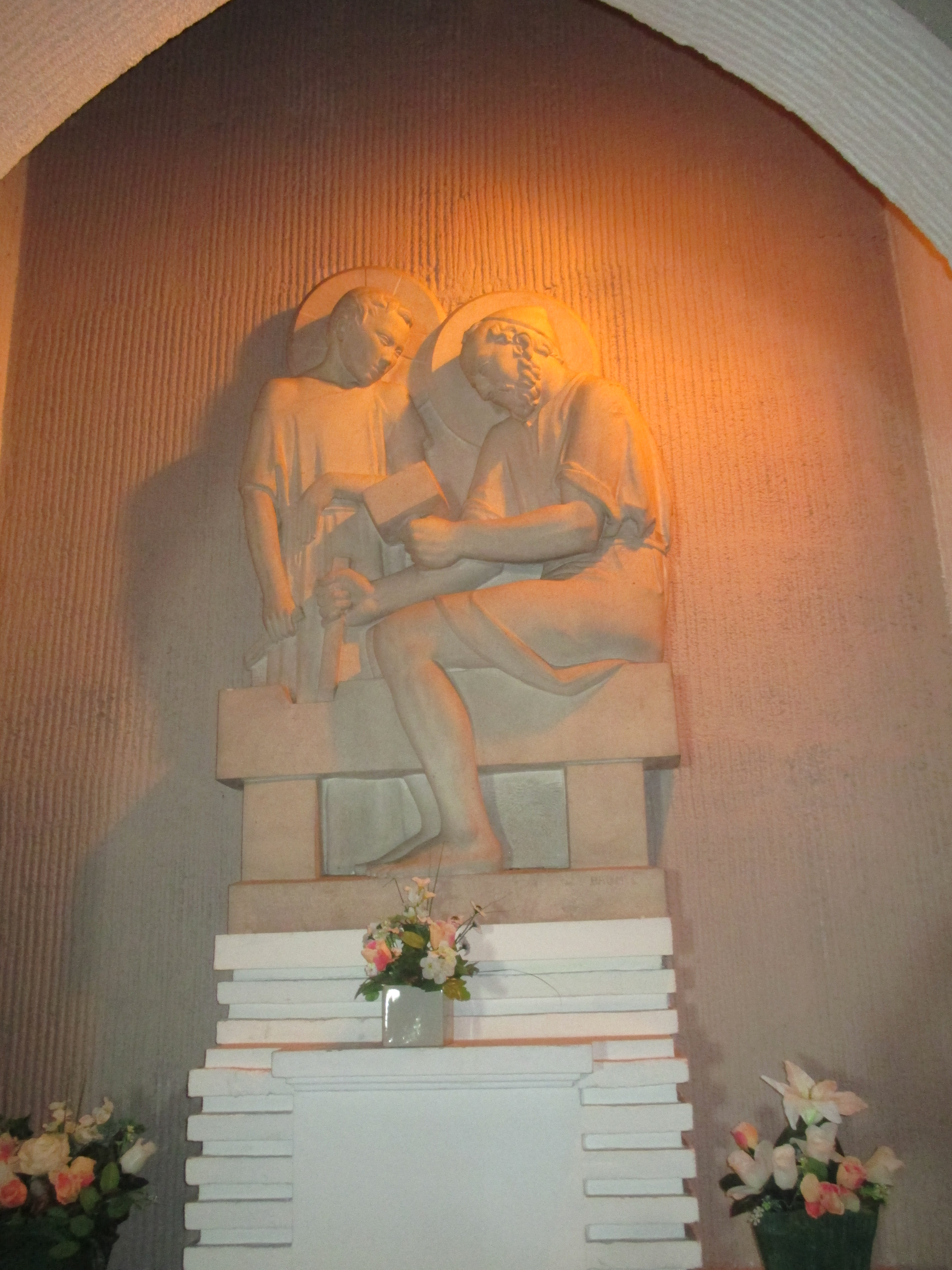
Autel de saint Joseph avec Jésus apprenti.
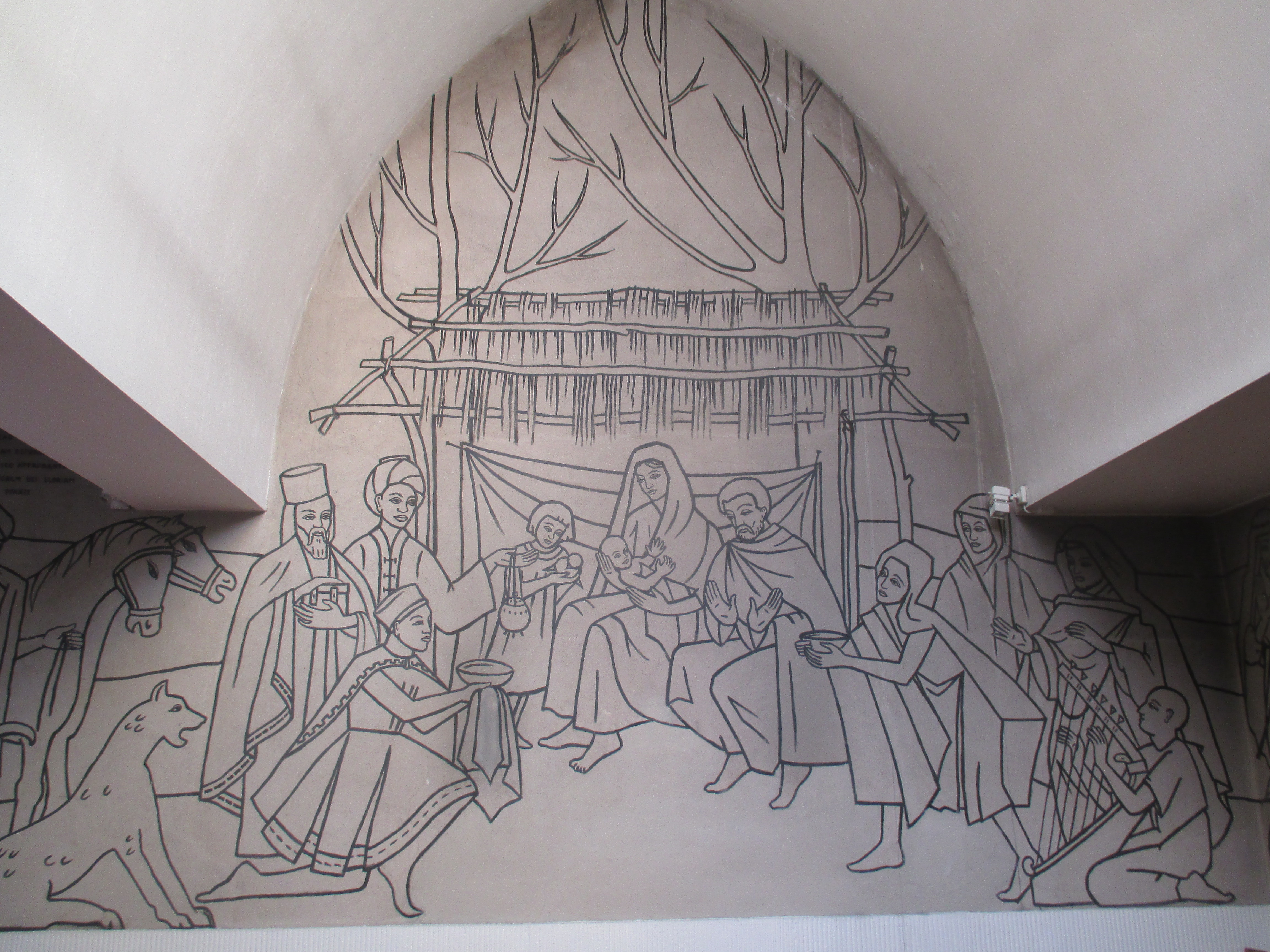
Fresque de la chapelle.
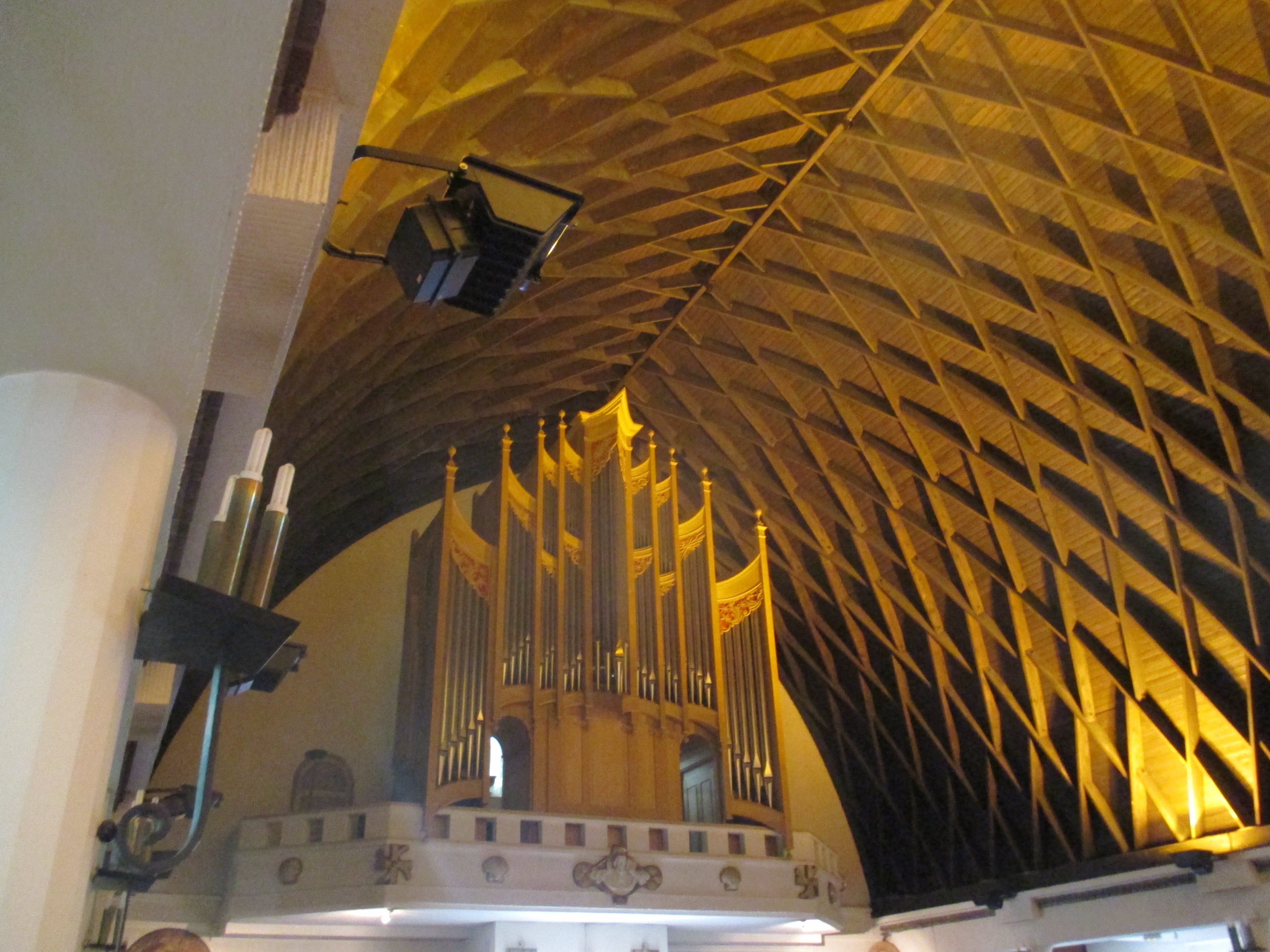
Orgues.

## Pour approfondir